# (16387) 1981 EB37
A (16387) 1981 EB37 a Naprendszer kisbolygóövében található aszteroida. Schelte J. Bus fedezte fel 1981. március 11-én.